# Silentvalleya nairii
Silentvalleya nairii là một loài thực vật có hoa trong họ Hòa thảo. Loài này được V.J.Nair, Sreek., Vajr. & Bhargavan miêu tả khoa học đầu tiên năm 1982.